# Garcinia holttumii
Garcinia holttumii är en tvåhjärtbladig växtart som beskrevs av Henry Nicholas Ridley. Garcinia holttumii ingår i släktet Garcinia och familjen Clusiaceae. Inga underarter finns listade i Catalogue of Life.